# Liste der State-, U.S.- und Interstate-Highways in Texas
Dies ist eine Liste der State-, U.S.- und Interstate-Highways im US-Bundesstaat Texas.

## State Routes

### Gegenwärtige Strecken
- Texas State Highway 3
- Texas State Highway 4
- Texas State Highway 5
- Texas State Highway 6
- Texas State Highway 7
- Texas State Highway 8
- Texas State Highway 9
- Texas State Highway 10
- Texas State Highway 11
- Texas State Highway 12
- Texas State Highway 14
- Texas State Highway 15
- Texas State Highway 16
- Texas State Highway 17
- Texas State Highway 18
- Texas State Highway 19
- Texas State Highway 20
- Texas State Highway 21
- Texas State Highway 22
- Texas State Highway 23
- Texas State Highway 24
- Texas State Highway 25
- Texas State Highway 26
- Texas State Highway 27
- Texas State Highway 29
- Texas State Highway 30
- Texas State Highway 31
- Texas State Highway 33
- Texas State Highway 34
- Texas State Highway 35
- Texas State Highway 36
- Texas State Highway 37
- Texas State Highway 39
- Texas State Highway 40
- Texas State Highway 41
- Texas State Highway 42
- Texas State Highway 43
- Texas State Highway 44
- Texas State Highway 45
- Texas State Highway 46
- Texas State Highway 47
- Texas State Highway 48
- Texas State Highway 49
- Texas State Highway 50
- Texas State Highway 51
- Texas State Highway 53
- Texas State Highway 54
- Texas State Highway 55
- Texas State Highway 56
- Texas State Highway 57
- Texas State Highway 59
- Texas State Highway 60
- Texas State Highway 61
- Texas State Highway 62
- Texas State Highway 63
- Texas State Highway 64
- Texas State Highway 65
- Texas State Highway 66
- Texas State Highway 67
- Texas State Highway 70
- Texas State Highway 71
- Texas State Highway 72
- Texas State Highway 73
- Texas State Highway 75
- Texas State Highway 77
- Texas State Highway 78
- Texas State Highway 79
- Texas State Highway 80
- Texas State Highway 81
- Texas State Highway 82
- Texas State Highway 83
- Texas State Highway 85
- Texas State Highway 86
- Texas State Highway 87
- Texas State Highway 89
- Texas State Highway 90
- Texas State Highway 91
- Texas State Highway 92
- Texas State Highway 93
- Texas State Highway 94
- Texas State Highway 95
- Texas State Highway 96
- Texas State Highway 97
- Texas State Highway 98
- Texas State Highway 99
- Texas State Highway 100
- Texas State Highway 101
- Texas State Highway 102
- Texas State Highway 103
- Texas State Highway 105
- Texas State Highway 107
- Texas State Highway 108
- Texas State Highway 110
- Texas State Highway 111
- Texas State Highway 112
- Texas State Highway 114
- Texas State Highway 115
- Texas State Highway 118
- Texas State Highway 119
- Texas State Highway 121
- Texas State Highway 123
- Texas State Highway 124
- Texas State Highway 125
- Texas State Highway 127
- Texas State Highway 128
- Texas State Highway 130
- Texas State Highway 131
- Texas State Highway 132
- Texas State Highway 135
- Texas State Highway 136
- Texas State Highway 137
- Texas State Highway 138
- Texas State Highway 140
- Texas State Highway 141
- Texas State Highway 142
- Texas State Highway 144
- Texas State Highway 146
- Texas State Highway 147
- Texas State Highway 148
- Texas State Highway 149
- Texas State Highway 150
- Texas State Highway 151
- Texas State Highway 152
- Texas State Highway 153
- Texas State Highway 154
- Texas State Highway 155
- Texas State Highway 156
- Texas State Highway 158
- Texas State Highway 159
- Texas State Highway 160
- Texas State Highway 161
- Texas State Highway 163
- Texas State Highway 164
- Texas State Highway 165
- Texas State Highway 166
- Texas State Highway 168
- Texas State Highway 170
- Texas State Highway 171
- Texas State Highway 172
- Texas State Highway 173
- Texas State Highway 174
- Texas State Highway 175
- Texas State Highway 176
- Texas State Highway 178
- Texas State Highway 179
- Texas State Highway 180
- Texas State Highway 182
- Texas State Highway 183
- Texas State Highway 184
- Texas State Highway 185
- Texas State Highway 186
- Texas State Highway 188
- Texas State Highway 190
- Texas State Highway 191
- Texas State Highway 193
- Texas State Highway 194
- Texas State Highway 195
- Texas State Highway 198
- Texas State Highway 199
- Texas State Highway 201
- Texas State Highway 202
- Texas State Highway 203
- Texas State Highway 204
- Texas State Highway 205
- Texas State Highway 206
- Texas State Highway 207
- Texas State Highway 208
- Texas State Highway 211
- Texas State Highway 213
- Texas State Highway 214
- Texas State Highway 217
- Texas State Highway 218
- Texas State Highway 220
- Texas State Highway 222
- Texas State Highway 223
- Texas State Highway 224
- Texas State Highway 225
- Texas State Highway 234
- Texas State Highway 236
- Texas State Highway 237
- Texas State Highway 238
- Texas State Highway 239
- Texas State Highway 240
- Texas State Highway 242
- Texas State Highway 243
- Texas State Highway 249
- Texas State Highway 251
- Texas State Highway 254
- Texas State Highway 255
- Texas State Highway 256
- Texas State Highway 258
- Texas State Highway 261
- Texas State Highway 273
- Texas State Highway 274
- Texas State Highway 275
- Texas State Highway 276
- Texas State Highway 279
- Texas State Highway 283
- Texas State Highway 285
- Texas State Highway 286
- Texas State Highway 288
- Texas State Highway 289
- Texas State Highway 290
- Texas State Highway 294
- Texas State Highway 300
- Texas State Highway 302
- Texas State Highway 304
- Texas State Highway 305
- Texas State Highway 308
- Texas State Highway 309
- Texas State Highway 310
- Texas State Highway 315
- Texas State Highway 316
- Texas State Highway 317
- Texas State Highway 320
- Texas State Highway 321
- Texas State Highway 322
- Texas State Highway 323
- Texas State Highway 326
- Texas State Highway 327
- Texas State Highway 329
- Texas State Highway 332
- Texas State Highway 334
- Texas State Highway 336
- Texas State Highway 337
- Texas State Highway 338
- Texas State Highway 339
- Texas State Highway 342
- Texas State Highway 345
- Texas State Highway 347
- Texas State Highway 349
- Texas State Highway 350
- Texas State Highway 351
- Texas State Highway 352
- Texas State Highway 354
- Texas State Highway 356
- Texas State Highway 357
- Texas State Highway 358
- Texas State Highway 359
- Texas State Highway 360
- Texas State Highway 361
- Texas State Highway 364
- Texas State Highway 495
- Texas State Highway NASA Road 1
- Texas State Highway OSR

### Außer Dienst gestellte Strecken
- Texas State Highway 1
- Texas State Highway 2
- Texas State Highway 13
- Texas State Highway 28
- Texas State Highway 32
- Texas State Highway 38
- Texas State Highway 52
- Texas State Highway 58
- Texas State Highway 68
- Texas State Highway 69
- Texas State Highway 74
- Texas State Highway 76
- Texas State Highway 84
- Texas State Highway 88
- Texas State Highway 104
- Texas State Highway 106
- Texas State Highway 109
- Texas State Highway 113
- Texas State Highway 116
- Texas State Highway 117
- Texas State Highway 120
- Texas State Highway 122
- Texas State Highway 126
- Texas State Highway 129
- Texas State Highway 133
- Texas State Highway 134
- Texas State Highway 139
- Texas State Highway 143
- Texas State Highway 145
- Texas State Highway 157
- Texas State Highway 162
- Texas State Highway 167
- Texas State Highway 169
- Texas State Highway 177
- Texas State Highway 181
- Texas State Highway 187
- Texas State Highway 189
- Texas State Highway 192
- Texas State Highway 196
- Texas State Highway 197
- Texas State Highway 200
- Texas State Highway 209
- Texas State Highway 210
- Texas State Highway 212
- Texas State Highway 215
- Texas State Highway 216
- Texas State Highway 219
- Texas State Highway 221
- Texas State Highway 226
- Texas State Highway 227
- Texas State Highway 228
- Texas State Highway 229
- Texas State Highway 230
- Texas State Highway 231
- Texas State Highway 232
- Texas State Highway 233
- Texas State Highway 235
- Texas State Highway 241
- Texas State Highway 244
- Texas State Highway 245
- Texas State Highway 246
- Texas State Highway 247
- Texas State Highway 248
- Texas State Highway 250
- Texas State Highway 252
- Texas State Highway 253
- Texas State Highway 257
- Texas State Highway 259
- Texas State Highway 260
- Texas State Highway 262
- Texas State Highway 263
- Texas State Highway 264
- Texas State Highway 265
- Texas State Highway 266
- Texas State Highway 267
- Texas State Highway 268
- Texas State Highway 269
- Texas State Highway 270
- Texas State Highway 271
- Texas State Highway 272
- Texas State Highway 277
- Texas State Highway 278
- Texas State Highway 280
- Texas State Highway 281
- Texas State Highway 282
- Texas State Highway 284
- Texas State Highway 287
- Texas State Highway 291
- Texas State Highway 292
- Texas State Highway 293
- Texas State Highway 295
- Texas State Highway 296
- Texas State Highway 297
- Texas State Highway 298
- Texas State Highway 299
- Texas State Highway 301
- Texas State Highway 303
- Texas State Highway 306
- Texas State Highway 307
- Texas State Highway 311
- Texas State Highway 312
- Texas State Highway 313
- Texas State Highway 314
- Texas State Highway 318
- Texas State Highway 319
- Texas State Highway 324
- Texas State Highway 325
- Texas State Highway 328
- Texas State Highway 330
- Texas State Highway 331
- Texas State Highway 333
- Texas State Highway 335
- Texas State Highway 340
- Texas State Highway 341
- Texas State Highway 343
- Texas State Highway 344
- Texas State Highway 346
- Texas State Highway 348
- Texas State Highway 353
- Texas State Highway 355
- Texas State Highway 362
- Texas State Highway 365
- Texas State Highway 550
- Texas State Highway 824

### Geplante Strecken
- Texas State Highway 32
- Texas State Highway 68
- Texas State Highway 74
- Texas State Highway 200
- Texas State Highway 210
- Texas State Highway 312
- Texas State Highway 363
- Texas State Highway 365

## U.S. Highways

### Gegenwärtige Strecken
- U.S. Highway 54
- U.S. Highway 57
- U.S. Highway 59
- U.S. Highway 60
- U.S. Highway 62
- U.S. Highway 67
- U.S. Highway 69
- U.S. Highway 70
- U.S. Highway 71
- U.S. Highway 75
- U.S. Highway 77
- U.S. Highway 79
- U.S. Highway 80
- U.S. Highway 81
- U.S. Highway 82
- U.S. Highway 83
- U.S. Highway 84
- U.S. Highway 85
- U.S. Highway 87
- U.S. Highway 90
- U.S. Highway 96
- U.S. Highway 175
- U.S. Highway 180
- U.S. Highway 181
- U.S. Highway 183
- U.S. Highway 190
- U.S. Highway 259
- U.S. Highway 271
- U.S. Highway 277
- U.S. Highway 281
- U.S. Highway 283
- U.S. Highway 285
- U.S. Highway 287
- U.S. Highway 290
- U.S. Highway 377
- U.S. Highway 380
- U.S. Highway 385

### Außer Dienst gestellte Strecken
- U.S. Highway 66
- U.S. Highway 164
- U.S. Highway 366
- U.S. Highway 370

## Interstates

### Gegenwärtige Strecken
- Interstate 2
- Interstate 10
- Interstate 14
- Interstate 20
- Interstate 27
- Interstate 30
- Interstate 35
- Interstate 37
- Interstate 40
- Interstate 44
- Interstate 45
- Interstate 69

### Geplante Strecken
- Interstate 49

### Zubringer und Umgehungen
- Interstate 110
- Interstate 169
- Interstate 345
- Interstate 369
- Interstate 410
- Interstate 610
- Interstate 635
- Interstate 820